# Thomas Joseph Shahan
Thomas Joseph Shahan (* 11. September 1857 in Manchester, New Hampshire, USA; † 9. März 1932) war Weihbischof in Baltimore.

## Leben
Thomas Joseph Shahan empfing am 3. Juni 1882 das Sakrament der Priesterweihe.
Am 24. Juli 1914 ernannte ihn Papst Pius X. zum Titularbischof von Germanicopolis und bestellte ihn zum Weihbischof in Baltimore. Der Erzbischof von Baltimore, James Gibbons, spendete ihm am 15. November desselben Jahres die Bischofsweihe; Mitkonsekratoren waren der Bischof von Richmond, Denis Joseph O’Connell, und der Bischof von Hartford, John Joseph Nilan.